# Johann (film)
Johann är en tysk komedifilm från 1943 i regi av Robert A. Stemmle. Stemmle stod även för manus tillsammans med Ernst von Salomon och Franz Gribitz. Theo Lingen skrev pjäsen som filmen bygger på och gör filmens två huvudroller som betjänt och betjäntens arbetsgivare.

## Handling
Johann arbetar plikttroget som betjänt i ett rikt hushåll där han behandlas dåligt, och i privatlivet är det lika illa ställt.

## Rollista
- Theo Lingen - Johann Schmidt / Hans Pietschmann
- Fita Benkhoff - Marie Pietschmann
- Irene von Meyendorff - Uschi Zirndorf
- Hermann Thimig - greve Zirndorf
- Hilde Seipp - Alice von Heiningen
- Arthur Schröder - greve Udo Bodo von Heiningen
- Herbert Hübner - direktör Schupfelhuber
- Josef Eichheim - Balthzar
- Leopold von Ledebur - onkel Theobald